# Pholioxenus schatzmayri
Pholioxenus schatzmayri är en skalbaggsart som först beskrevs av J. Müller 1910.  Pholioxenus schatzmayri ingår i släktet Pholioxenus och familjen stumpbaggar. Inga underarter finns listade i Catalogue of Life.